# Бэшило
Бэшило (Бешитта) — река в Эфиопии, в регионе Амхара. Левый приток реки Аббай (Голубой Нил).
Известна своим каньоном, таким же большим, как и каньон Голубого Нила. Берёт своё начало западнее Кутабера и направляется на запад, встречаясь с рекой Тергия, а затем поворачивает на юго-запад и впадает в Голубой Нил. Площадь водосбора реки — около 13 242 км², охватывает зоны Северный Гондэр, Северное Уолло, Южное Уолло. Крупнейшие притоки — Чечехо, Валано и Жита.

## Исторические сведения
По реке проходила административная граница между упразднёнными провинциями Бэгемдыр и Амхара. К концу XVIII века по реке прошла граница провинции Шоа, о чём свидетельствует указ императора Текле Георгиса I о вступлении в провинцию Бэшило и пересечении реки. В 1870 году Менелик II в письме Г. Р. Гудфеллоу упоминал реку, как границу Шевы.